# Østfrisiske øer
De Østfrisiske øer ligger ud for  den  nordvestlige del tyske Nordsøkyst i det historiske landskab Ost-Friesland i delstaten Niedersachsen. Øerne indgår i  Vadehavsøerne der ligger som en perlerække fra Fanø i nord til Texel i Holland mod vest. De Østfrisiske øer ligger mellem 3,5 og 10 kilometer ud for fastlandet. Mellem øerne og fastlandet ligger Vadehavet som for en stor del er naturbeskyttelsesområde og en del af nationalparken Niedersächsisches Wattenmeer. 
Øerne er prægede af sine sandstrande og klitter. Tidevandsforskelle gør at flere af øerne kan nås til fods under lavvande. 
Øernes erhvervsliv har traditionellt været præget af fiskeriet, men nu er det mere turismen  der er hovederhverv for øboerne. Det findes et stort antal hoteller, restauranter med mere på øerne

## Øerne (fra vest til øst)
- 1. Borkum er den største ø. Borkum er en selvstændig  kommune i Landkreis Leer.
- 2. Kachelotplate er ubeboet.
- 3. Lütje Hörn er ubeboet.
- 4. Memmert er ubeboet.
- 5. Juist er en selvstændig  kommune i Landkreis Aurich.
- 6. Norderney äer en selvstændig  kommune i Landkreis Aurich.
- 7. Baltrum er en selvstændig  kommune i Landkreis Aurich.
- 8. Langeoog er en selvstændig  kommune i Landkreis Wittmund.
- 9. Spiekeroog er en selvstændig  kommune i Landkreis Wittmund.
- 10. Wangerooge er en selvstændig  kommune i Landkreis Friesland.
- 11. Minsener Oog  er ubeboet.
- 12. Mellum er ubeboet.